# Guus Beumer (letterkundige)
Guus Beumer (G. Beumer) was een Nederlands dichter. 
Hij publiceerde onder meer in 1943 in het genazificeerde letterkundige tijdschrift Groot Nederland. Het jaar daarop (1944) verscheen van zijn hand bij de nationaalsocialistische uitgeverij van George Kettmann De Amsterdamsche Keurkamer de dichtbundel Voelhorens.